# Can't Buy Me Love
Ne doit pas être confondu avec Can't Buy Me Love (film).
Singles de The Beatles
I Want to Hold Your Hand/This Boy
(1963) A Hard Day's Night/Things We Said Today
(1964)
Pistes de A Hard Day's Night
Tell Me Why Any Time at All
Can't Buy Me Love est une chanson des Beatles parue en single, ainsi que sur l'album A Hard Day's Night, écrite principalement par Paul McCartney en 1964 et créditée Lennon/McCartney.
Single de la Beatlemania par excellence, il est enregistré aux Studios de Boulogne-Billancourt en janvier 1964 durant le séjour des Beatles à l'Olympia de Paris. Can't Buy Me Love connaît un record de pré-commandes au Royaume-Uni (2,1 millions) où il grimpe directement à la première des hit-parades. Aux États-Unis, il est au début du mois d'avril à la tête de cinq chansons du groupe qui occupent les cinq premières places du Billboard Hot 100, record jamais égalé.

## Genèse
C'est en réalité une composition de McCartney, aidé par George Martin, écrite à Paris dans la chambre de l'Hôtel George-V qu'il occupe à la période où les Beatles chantent chaque soir à l'Olympia, et où il dispose d'un piano. Les couplets sont écrits dans la forme du blues, avec une introduction qui est reprise comme interlude et une fin.

## Enregistrement
Elle est enregistrée le 29 janvier 1964 aux studios Pathé Marconi de Boulogne-Billancourt, en même temps que deux versions en allemand de She Loves You et I Want to Hold Your Hand. Elle est ensuite achevée à Londres aux studios EMI d'Abbey Road le 25 février. Dans son livre autobiographique publié en 2006, Geoff Emerick, assistant à l'époque, révèle que la bande mise en boîte à Paris est arrivée dans le Studio 2 en mauvais état au point que l'ingénieur du son Norman Smith, bon batteur, a lui-même réenregistré une petite partie de charleston, en l'absence des Beatles, avec le jeune assistant aux manettes. Personne ne s'en est jamais douté.

## Parution et réception
Can't Buy Me Love est éditée en single d'abord aux États-Unis, le 16 mars 1964, puis au Royaume-Uni le 20 mars, avec You Can't Do That en face B. Richard Lester, le réalisateur du film A Hard Day's Night, a besoin d'une chanson rythmée pour la séquence en accéléré dans le parc et Lennon lui offre la chanson I'll Cry Instead mais le réalisateur lui préfère le dernier succès du groupe. Ce single, qui devait être inédit, se présente donc sur la version britannique de l'album A Hard Day's Night qui sort le 10 juillet 1964 et aux États-Unis sur le disque portant le même nom mais publié sur l'étiquette United Artists le 26 juin 1964. Le 10 août, Capitol Records place les deux faces du single sur la compilation The Big Hits from England & USA comprenant des chansons de divers artistes tels The Beach Boys, Cilla Black ou Nat King Cole,. La chanson sera aussi incluse sur les disques compilation Hey Jude en 1970 et Reel Music en 1982, publiés par ce label.
La chanson apparaît sur les compilations A Collection of Beatles Oldies, The Beatles 1962-1966 et 1 où figurent les 27 chansons qui ont atteint la première place des charts britanniques ou américains.
Cette chanson a été enregistrée trois fois dans les studios de la BBC. La prestation du 28 février 1964 pour l'émission From Us To You diffusée le 30 mars, a été publiée sur Live at the BBC.
Une prestation de cette chanson, filmée pour la télévision, est maintenant disponible sur la réédition de 2015 du disque 1. Les images sont tournées en « lyp sync » le 28 avril 1964 pour l'émission spéciale Around The Beatles (en) sur une trame sonore inédite enregistrée dans les Studios IBC le 19 avril 1964. Une version live enregistrée à Los Angeles le 30 août 1965, se trouve sur le disque The Beatles at the Hollywood Bowl publié en 1977 et remastérisé en 2016. On l'entend aussi dans un pot-pourri intitulé Another Hard Day's Night, jouée sur des instruments indiens et arrangée par Ken Thorne, entendue dans le film et placée sur la trame sonore américaine de l'album Help!.

### Publication en France
La chanson arrive en France en avril 1964 sur la face A d'un 45 tours EP (« super 45 tours »), accompagnée  de This Boy ; sur la face B figurent You Can't Do That et I'll Get You. La pochette est illustrée de quatre portraits des membres du groupe prises par Dezo Hoffman.

## Interprètes
- Paul McCartney : chant, guitare basse
- John Lennon : guitare rythmique acoustique
- George Harrison : guitare solo, guitare 12 cordes
- Ringo Starr : batterie

## Classements
La chanson atteint la première place du hit-parade anglais le 2 avril 1964.
Aux États-Unis , elle est no 1 du Top 100 dans le magazine Billboard magazine le 4 avril 1964. Cette semaine-là, les Beatles ont pas moins de douze chansons dans le Top 100, dont les cinq premières places. (Entre parenthèses sont indiquées la meilleure position [et son nombre de semaines à la première position], la date à laquelle la chanson a atteint sa position ultime [et le nombre total de semaines que le titre a été dans ce palmarès] et le label autre que Capitol Records.)
- no 1 - Can't Buy Me Love (no 1 [5], 4 avril 1964 [10])
- no 2 - Twist and Shout (no 2, 4 avril 1964 [26] sur Tollie)
- no 3 - She Loves You (no 1 [2], 21 mars 1964 [15] sur Swan)
- no 4 - I Want to Hold Your Hand (no 1 [7], 1 février 1964 [15])
- no 5 - Please Please Me (no 3, 14 mars 1964 [13] sur Vee Jay)
- no 31 - I Saw Her Standing There (no 14, 21 mars 1964 [11])
- no 41 - From Me to You (no 41, 4 avril 1964 [6] sur Vee Jay)
- no 46 - Do You Want to Know a Secret (no 2, 9 mai 1964 [11])
- no 58 - All My Loving  (no 45, 25 avril 1964 [6] sur Capitol of Canada)
- no 65 - You Can't Do That  (no 48, 11 avril 1964 [4])
- no 68 - Roll Over Beethoven (no 68, 4 avril 1964 [4] sur Capitol of Canada)
- no 79 - Thank You Girl (no 35, 9 mai 1964 [7] sur Vee Jay)

De plus, il y avait aussi deux chansons en hommage au groupe dans ce classement qui y resteront chacune trois semaines : 
- no 42 - We Love You Beatles (en) des Carefrees sur London International
- no 85 - A Letter to the Beatles (en) des Four Preps (en)

## Reprises
De nombreux artistes ont repris cette chanson :
- Alvin et les Chipmunks (1964)
- The Eliminators (1964)
- Ella Fitzgerald (1964)
- Johnny Rivers (1964)
- George Martin (1964)
- The Supremes sur l'album A Bit of Liverpool (1964)
- Billy Lee Riley sur l'album Harmonica Beatlemania (1964)
- Dave "Baby" Cortez (1965)
- Henry Mancini (1965)
- Peter Sellers (1965)
- Chet Atkins (1966)
- Count Basie and his Orchestra (1966)
- Cathy Berberian (1967)
- David Clayton-Thomas (1973)
- Shirley Scott & Stanley Turrentine (1978)
- Stanley Turrentine (1981)
- The King's Singers (1988)
- The Allen Toussaint Orchestra (1989)
- Elena Duran (en), Stephane Grappelli & Laurie Holloway (en) (1991)
- Giovanni (1993)
- Shenandoah (en) (1995)
- Blackstreet (1996)
- John Pizzarelli (1998)
- Laurence Juber (2000)
- Jive Bunny and the Mastermixers (2001)
- Michael Bublé (2005)

Elle a été adaptée en français en 1964 par Les Lionceaux sous le titre Je ne peux l'acheter.

## Dans la culture populaire
- Le titre de la chanson est parodié dans le film The Rutles 2: Can't Buy Me Lunch[10].
- La chanson est reprise par NRBQ dans Les vieux sont tombés sur la tête, l'épisode 20 de la dixième saison des Simpson[11].